# Nacktbasidienverwandte
Die Nacktbasidienverwandten (Exobasidiaceae) sind eine Familie der Brandpilze (Ustilaginomycotina) und wie alle Brandpilze Pflanzenparasiten.

## Merkmale
Die Nacktbasidienverwandten bilden keine Fruchtkörper aus, oder diese sind ausgebreitet im Pflanzengewebe eingesenkt. Oft werden durch Hypertrophien Pflanzengallen erzeugt.
Das Hyphensystem ist monomitisch, die Hyphen durchziehen das Wirtsgewebe inter- und extrazellulär. Schnallen können vorhanden sein. Manchmal werden Haustorien gebildet. Die Fruchtschicht ist weißlich und wird unter der Blattoberfläche gebildet. Hyphen treten aus den Stomata hervor oder brechen durch die Cuticula durch. Die Basidien sind zylindrisch bis keulen- oder urnenförmig mit einer unterschiedlichen Anzahl an Sterigmen. Die Basidiosporen werden aktiv, selten auch passiv freigesetzt. Sie sind hyalin, klein, dünnwandig, keulenförmig bis zylindrisch und oft gekrümmt. Sie werden bei Reife septiert mit einem auffallenden, achsenfernen, spitz zulaufenden (apiculaten) Hilum. Bei der Keimung bilden sie stäbchen- spindel- oder fadenförmige Konidien.

## Ökologie
Nacktbasidienverwandte sind weit verbreitet, besonders in gemäßigten Gebieten. Die Arten leben biotroph und parasitisch und erzeugen Pflanzengallen auf Blättern, besonders auf Heidekrautgewächsen. Manche Arten leben auf wirtschaftlich bedeutenden Pflanzen, so zum Beispiel Exobasidium japonicum auf Azalee oder Exobasidium vexans und Exobasidium camelliae auf Tee und können einen bedeutenden Ernteausfall erzeugen.

## Systematik
Joseph Schröter beschrieb die Familie 1888. Die Typusgattung ist Exobasidium. Sie sind die Schwestergruppe der Graphiolaceae, die auf Palmen parasitieren.
Zu der Familie der Nacktbasidienverwandten gehören folgende Gattungen:
- Austrobasidium
- Endobasidium
- Exobasidium
- Laurobasidium
- Muribasidiospora